# Antitankgeweer

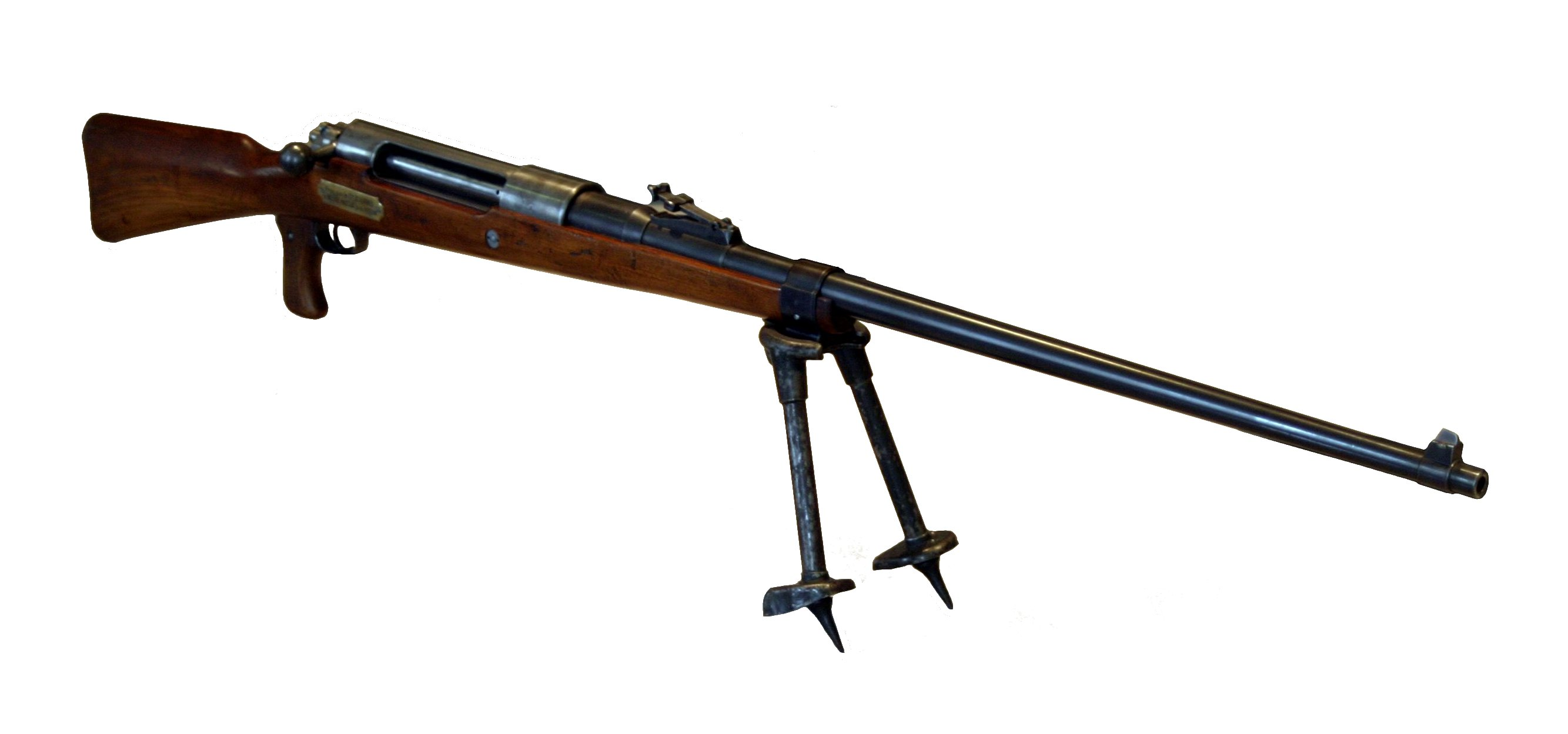
Duitse Pantserbuks M1918, gebruikt in de Eerste Wereldoorlog

Een antitankgeweer is een type vuurwapen dat is ontworpen om gepantserde voertuigen en tanks te penetreren en te vernietigen. Deze wapens zijn in het algemeen groter en krachtiger dan gewone vuurwapens, met een kaliber van 12,7 mm of meer.
In de vroege stadia van de tankoorlog, toen gepantserde voertuigen nog niet volledig waren ontwikkeld, waren antitankgeweren van beperkt nut. Maar naarmate de gepantserde voertuigen sterker werden, werden ook antitankgeweren aangepast om de grotere pantserdiktes te doorboren.
De ontwikkeling van antitankgeweren bereikte een hoogtepunt tijdens de Tweede Wereldoorlog, toen Duitsland en de Sovjet-Unie wapens produceerden die in staat waren om de meeste tanks van die tijd te penetreren. Duitse antitankgeweren zoals de Panzerbüchse 39 (PzB 39) en de Panzerbüchse 41 (PzB 41) waren effectief tegen de meeste geallieerde tanks. De Sovjet-Unie ontwikkelde de PTRD en de PTRS, die ook in staat waren om de zwaarste tanks te penetreren.

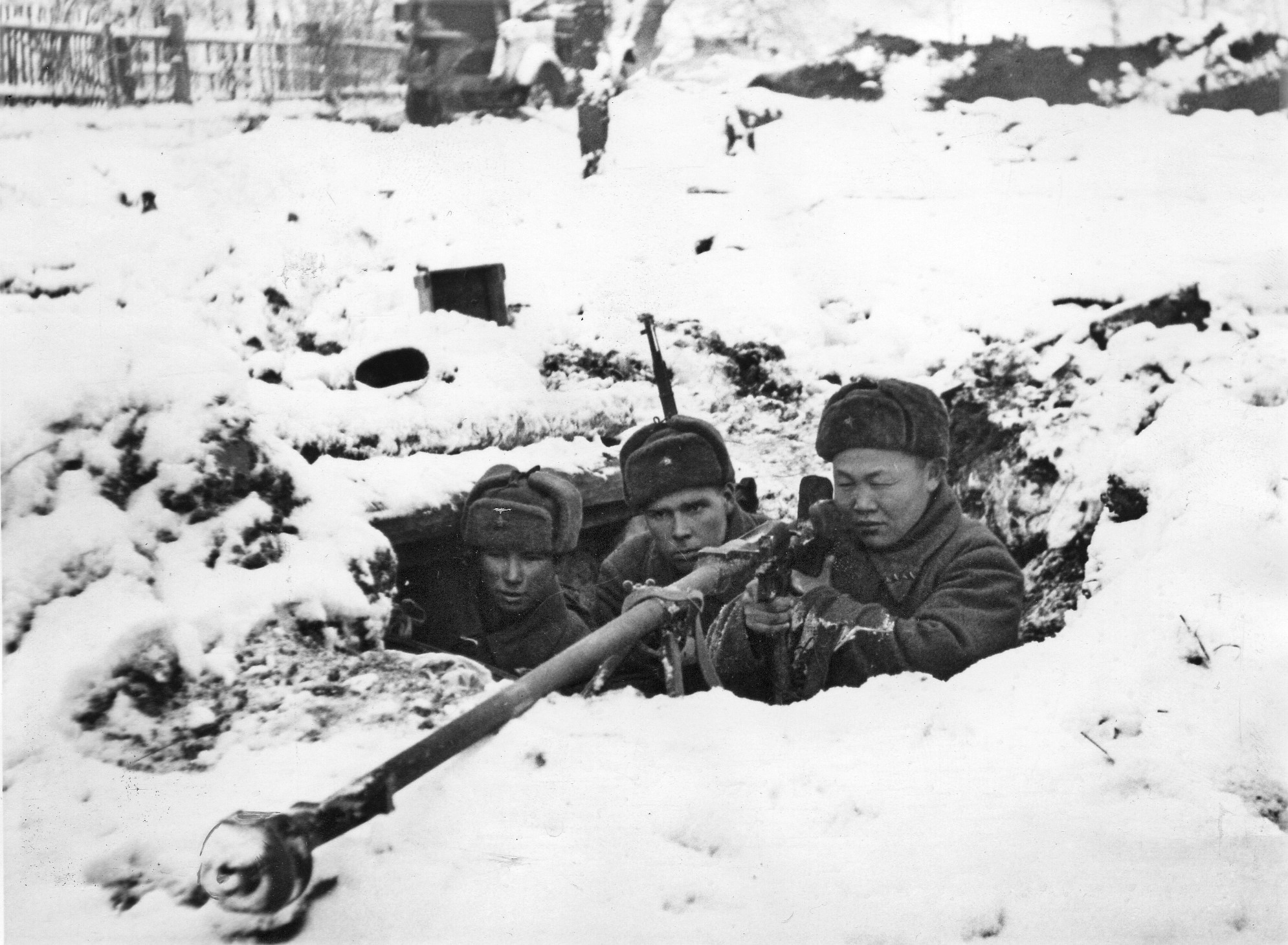
Sovjetsoldaten met een PTRD-41

In moderne oorlogen zijn antitankgeweren minder gebruikelijk in het leger vanwege de ontwikkeling van geavanceerdere gepantserde voertuigen en de opkomst van antitankraketten. Toch blijven antitankgeweren nog steeds in gebruik bij sommige legers en militaire conflicten.
Hoewel antitankgeweren in staat zijn om gepantserde voertuigen te vernietigen, hebben ze enkele nadelen. Het grootste nadeel is dat ze luidruchtig en opvallend zijn, waardoor de schutter gemakkelijk kan worden opgespoord en aangevallen. Daarom worden antitankgeweren meestal gebruikt in een defensieve positie of in combinatie met andere wapens om de aandacht van de vijand af te leiden.